# Sender Lafayette
Der Sender Lafayette war eine große Anlage zur Übermittlung von Nachrichten südlich des Bahnhofs von Croix d'Hins bei Marcheprime, Nouvelle-Aquitaine, Frankreich. Der Sender Lafayette war ein sogenannter Knallfunkensender und benutzte eine Sendeantenne, welche von acht freistehenden Stahlfachwerktürmen mit dreieckigem Querschnitt getragen wurde. Diese Türme waren nach dem Eiffelturm seinerzeit die höchsten freistehenden Türme in Europa.
1944 wurden die Anlagen des Senders Lafayette von den zurückziehenden deutschen Truppen zerstört und 1953 wurde der letzte der Türme abgerissen.